# عمر الخيام (مسلسل)
عمر الخيام مسلسل تاريخي يتحدث عن عمر الخيام والرجال الذين عاصروا عهده وأهم الأحداث التي جرت خلال حياته وهو من سيناريو وحوار غسان جباعي وإخراج شوقي الماجري عام 2002.

## الممثلون
البطولة
جهاد سعد في دور عمر الخيام.
خالد تاجا في دور نظام الملك.
عبد الهادي الصباغ في دور أبو علي.
سمر سامي في دور تركان خاتون.
فايز قزق في دور حسن الصباح.
صبا مبارك في دور نسرين.
الممثلون الآخرون
زهير رمضان - سهيل جباعي - رياض وردياني - زياد سعد - كنعان علي - حسن اسرب - سعيد الاغا - نبيل حلواني - قاسم ملحو - غزوان الصفدي - محمد حداقي - فادي صبيح - محمد مصطفى - بسام قطيفان - شادي مقرش - فادي وفائي.
ضيوف الشرف
عبد الرحمن أبو القاسم في دور قاضي القضاة أبو الطاهر.
حسان يونس في دور أبو الفضل اللمباني.
محمود جركس في دور الشيخ ميمون.
عبد الحكيم قطيفان.
عزة البحرة في دور جدة عمر الخيام.
توفيق اسكندر.
ياسين أرناؤوط.
عبد السلام الطيب.
هشام كفارنة في دور إبراهيم ينال.
فاروق جمعات.
والأطفال
كنان اسرب - محمد دروبي - جوزيف معتوق - ماجد حلاق.

رفيق سبيعي في دور علي بن المسلمة.
أديب قدورة في دور الشيخ النيسابوري.
جواد الشكرجي في دور الخليفة القائم.
نجاح العبد الله.
ناصر وردياني - زهير درويش - حسين ادلبي - علي القاسم - صبحي الرفاعي - عبد السلام كنيفاتي - مريم علي - أكرم تلاوي - بري العواني - رافي وهبه - نضال حمادي - وسيم غانم - مرشد ضرغام - يوسف أبوحلا - عبد الجليل آل يحيى - فيصل عبد المجيد - روميلا بدور - سعيد عبد السلام - عدنان عبد الجليل - غازي عماري - تاج الدين ضيف الله - أيمن السالك - إياد أبو الشامات - محمد ناصيف - فارس الرفاعي - صلاح طعمة - فرح حسين - عهد فنري - أكرم عساف - عفيف حيدر - حسين دروبي - غسان الدهبي - مناضل داوود.

## وصلات خارجية
- صفحة المسلسل في قاعدة بيانات السينما العربية